# Bőcs KSC
Bőcsön sok éve jelentős szerepe van a sportnak, különösképpen a labdarúgásnak. A Bőcs KSC sportszervezet elődjét 1948-ban alapították. A labdarúgócsapat hosszú éveken keresztül a Borsod-Abaúj-Zemplén megyei , Nb 2 keleti csoportjába szerepelt

## Története
A bőcsi labdarúgás felemelkedése a 90-es évek elején kezdődött meg, amikor a labdarúgócsapat a Körzeti bajnokságot megnyerte, majd folyamatos fejlődésen keresztül az NB3-ig jutott. 2000. december 1-jén Bőcs Községi Önkormányzata megalapította a Bőcs Sport Kft.-t, mint gazdasági társaságot, az akkori előírásoknak megfelelően. Ekkor a labdarúgócsapat az NB1/B-ben szerepelt, ez a magyar második vonalat jelentette. A Kft.-hez továbbra is szervesen kapcsolódott a Bőcs KSC sportkör. 2000-től a csapat virágkorát élte: 7 szezonon keresztül szerepelt a magyar másodosztályban.
2011-ben az Önkormányzat értékesítette a Bőcs Sport Kft. gazdasági társaságot, amelynek jogán a Balmazújváros FC folytatta a magyar másodosztályban.
A bőcsi labdarúgás sem maradt klub nélkül, hiszen a Bőcs KSC a helyi fiatalokkal a Körzeti bajnokságban folytatta, amelyet 2012-ben magabiztosan megnyert, így a 2012/2013 -as labdarúgó szezont a Megyei II. osztály Közép csoportjában tölti.

## Névváltozások
- 1948-1950 Belsőbőcsi EPOSZ
- 1950-1967 Bőcsi FSK
- 1967-1990 Bőcsi TSZ SK
- 1990-  Bőcs KSC

## Híres játékosok
- Bodiong Christian Ebala
- Cséke György
- Dobos Attila
- Erdélyi Miklós
- Fehér Zsolt
- Giák Tamás
- Hegedűs Dávid
- Illés Gyula
- Irhás Ignác
- Katona Attila
- Krajnc Balázs
- Kulcsár Tamás
- Kulcsár Sándor
- Lippai Ákos
- Menyhért Gergő
- Mohamadou Abdouraman
- Nagy Tamás
- Póti Krisztián
- Irhás Ignác

## Híres edzők
- Kulcsár Sándor
- Tóth László
- Zsiga Gyula